# Ципори, Мордехай
Мордехай Ципори (ивр. מרדכי צפורי‎; при рождении Мордехай Ханкович-Хендин (ивр. מרדכי בנקוביץ'-הנדין‎); 15 сентября 1924, Петах-Тиква — 29 мая 2017, Тель-Хашомер) — израильский военный и государственный деятель, депутат кнессета (1977—1984), заместитель министра обороны (1977—1983) и министр связи Израиля (1981—1984).

## Биография и карьера
Родился в Петах-Тикве в период британского мандата, учился там же в религиозной школе.
В 1939 году вступил в подпольную организацию «Иргун», участвовал в терактах против британских офицеров. В 1945 году был арестован британскими властями и интернирован сначала в лагерь в Латруне, а впоследствии в африканские британские лагеря в Эритрее, Кении и Судане; предпринял попытку побега из лагеря в Эритрее, но был пойман.
Был освобождён и отправлен в Израиль после провозглашения его независимости в 1948 году и стал профессиональным военным. Служил в Армии обороны Израиля с 1948 по 1977 год. После окончания офицерских курсов в 1950 году учился в командно-штабном колледже ЦАХАЛа (закончил в 1959 году) и в Тель-Авивском университете.
С конца 1950-х по начало 1970-х годов командовал рядом танковых подразделений и частей армии Израиля, участвовал в нескольких войнах. В 1974 году был назначен заместителем начальника Оперативного управления Генеральном штабе армии Израиля. Уволился в запас в начале 1977 года в звании тат-алуф (бригадный генерал).
В том же году был избран в депутаты кнессета по списку Ликуда, а в июне 1977 года был назначен заместителем министра обороны. После выборов 1981 года он стал министром связи, также оставаясь заместителем министра обороны с августа 1981 по октябрь 1983 года. Потерял свои места в кнессете и кабинете министров Израиля после выборов 1984 года. В 1986—1993 годах исполнял обязанности генерального директора Института национального страхования Израиля (Битуах леуми).
Умер в возрасте 92 лет в Медицинском центре Шиба в Тель-Хашомере (Рамат-Ган) 29 мая 2017 года. Похоронен на кладбище Сегула в Петах-Тикве.